# Магнитожидкостное уплотнение
Магнитожидкостное уплотнение (МЖУ) — это механическое уплотнение, в котором роль уплотняющего элемента выполняет магнитная жидкость. Магнитожидкостные уплотнения используют в технологическом оборудовании для передачи вращательного движения при одновременной герметизации путём физического барьера в форме магнитной жидкости. Магнитная жидкость удерживается на месте с помощью постоянного магнита.

## Особенности работы МЖУ
Магнитожидкостные уплотнения работают без обслуживания и при очень небольшом натекании. МЖУ для промышленности и науки чаще всего устанавливают во вводы вращения, которые состоят из центрального вала, шарикоподшипников и наружного корпуса. Шарикоподшипники выполняют две важные функции: центрируют вал в зазоре уплотнения и держат внешние нагрузки. Подшипники — единственные изнашиваемые механические детали ввода вращения. Так как уплотняющая среда — это жидкость, практически отсутствует трение между вращающимися и стационарными деталями, так что уплотнение не изнашивается. Поэтому срок службы и межремонтные циклы МЖУ обычно очень длительны, а момент трения очень низок. МЖУ стабильно работают в сверхвысоком вакууме, очень высоких температурах, десятках тысяч об/мин и при давлении до нескольких атмосфер.

## Применение МЖУ
МЖУ, изначально разработанные под космические проекты, позже нашли своё применение в промышленности. Наиболее типичным является уплотнение вводов вращения вакуумного технологического оборудования. Это вводы вращения для ростового оборудования, установок ионного легирования, CVD, PVD, PECVD оборудования.
МЖУ также применяются в биотехнологии, фармацевтике, косметологии. Надежность и высокий уровень герметичности МЖУ делает их все более популярными и привлекательными для процессов с высокими требованиями к стерильности. Это производство вакцин, медицинских препаратов, препаратов крови.